# Best tracks 2011-2015 ［beást］
『Best tracks 2011-2015 ［beást］』（ベスト・トラックス・2011-2015・ビースト）は、日本のロックバンド、ナイトメアのベストアルバム。2015年11月25日発売。

## 概要
ベストアルバム3部作の第一弾。2011年以降のエイベックス在籍中にリリースされたシングル曲全曲（一部カップリング曲含む）と、オリジナルアルバムより厳選された全33曲を、CD2枚組で収録。全曲リマスタリング。

## 収録曲

### Disc 1
1. VERMILION.
2. SLEEPER
3. swallowtail
4. mimic
5. Deus ex machina
6. ASSaulter
7. Dizzy
8. リライト
9. Gallows
10. TABOO
11. blur
12. Quints

### Disc 2
1. ByeBye
2. Star Spangled Breaker -primal lyrics ver.-
3. RAY OF LIGHT
4. PARANOID
5. UGLY DUCK’S WILL
6. 終わる世界の始まりは奇なり
7. I’m High Roller
8. Isolation
9. ドラスティカ
10. 愛憎ロンド
11. Buddies